# Trail Orienteering

Trail-O-Logo

Trail Orienteering, kurz Trail-O, auch Präzisionsorientieren genannt, ist eine Variante der Sportart Orientierungslauf, die auch für Sportler mit Behinderungen geeignet ist. Da beim Trail-O nur die Orientierungsleistung zählt und die Bewegungsgeschwindigkeit keine Rolle spielt, kann der Sport von Menschen mit und ohne Behinderung nebeneinander ausgeübt werden. International wird das Präzisionsorientieren vom Internationalen Orientierungslaufverband (IOF) organisiert.

## Regeln

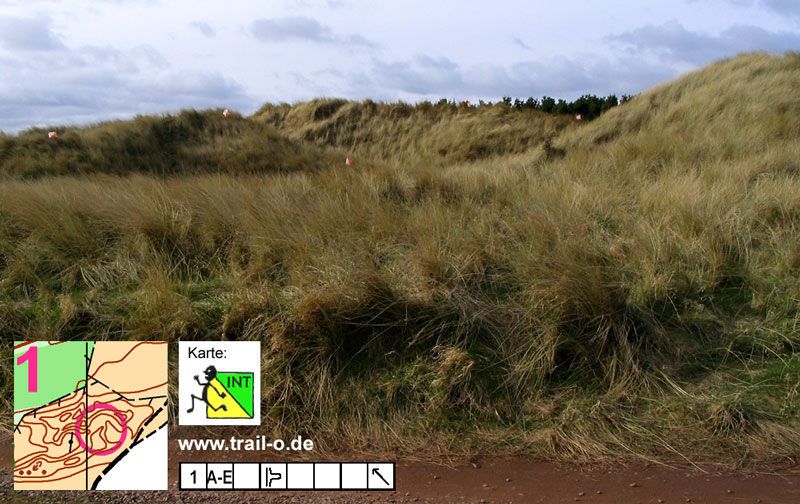
Aufgabenstellung beim Trail-O

Wie beim herkömmlichen Orientierungslauf muss man sich beim Trail-O mit Hilfe von Karte und Kompass orientieren. Im Gegensatz zu diesem müssen beim Trail-O die Posten jedoch nicht direkt aufgesucht, sondern nur aus der Ferne von leicht erreichbaren Aussichtspunkten am Weg (daher der Name "Trail-O") aus identifiziert werden. Von jedem Aussichtspunkt aus sind mehrere Postenmarkierungen zu sehen, mit Hilfe von Karte und Postenbeschreibung muss dann der auf der Karte verzeichnete Posten auf einer speziellen Multiple-Choice-Kontrollkarte markiert werden. Es gewinnt der Teilnehmer mit den meisten richtig markierten Posten, bei Gleichstand kann auch die Zeit bis zum Markieren des Postens entscheiden, die bei einigen Posten, den so genannten Zeitkontrollen gemessen wird. Die Zeit zum Absolvieren des gesamten Kurses spielt jedoch keine Rolle, die Strecke kann zu Fuß, mit Stöcken, mit einem Rollstuhl oder auch mit physischer Unterstützung durch Hilfspersonen absolviert werden. Ausgenommen sind einzig Fahrzeuge mit Verbrennungsmotoren.
Mittlerweile hat sich neben dem Trail-O ohne Zeitvorgabe, der als PreO bezeichnet wird, eine weitere Variante des Trail-O, das so genannte Hochgeschwindigkeitsorientieren oder TempO herausgebildet. Die Disziplin TempO besteht ausschließlich aus so genannten Zeitkontrollen, bei denen die Postenbestimmung unter Zeitdruck erfolgt und entsprechende Strafzeiten für falsche Antworten vergeben werden. Neben PreO und TempO werden bei internationalen Meisterschaften auch Trail-O-Staffelwettbewerbe ausgetragen.
Beim Trail-O ist besonders die orientierungstechnische Genauigkeit entscheidend, weshalb mittlerweile "Präzisionsorientieren" offiziell als deutsche Bezeichnung für Trail-O gewählt wurde. Auch im angloamerikanischen und skandinavischen Sprachraum (englisch precision orienteering, schwedisch Precisionsorientering) ist diese Bezeichnung üblich. Um das präzise Orientieren zu ermöglichen, werden beim Trail-O besonders detaillierte Orientierungslaufkarten, meist in einem sehr großen Maßstab wie 1:5.000 oder 1:4.000, verwendet.

## Geschichte
Vor allem seit den 1980er Jahren kam es zu verschiedenen Versuchen, Menschen mit Behinderung den Zugang zum Orientierungssport zu ermöglichen. Eine Möglichkeit dazu war der Rollstuhl-Orientierungslauf. Im Gegensatz zu diesem wurde das Präzisionsorientieren jedoch mit dem Ziel entwickelt, ausschließlich die orientierungstechnische Leistung als Wettkampfgrundlage zu verwenden und so für Menschen unterschiedlichster körperlicher Leistungsfähigkeit die gleichen Chancen im Wettkampf sicherzustellen.
Europameisterschaften wurden erstmals im Jahr 1994 ausgetragen und werden seither zunächst jährlich, mittlerweile alle zwei Jahre veranstaltet. Seit 2004 werden jährlich Weltmeisterschaften ausgetragen, seit 2018 gibt es eine offizielle Trail-O-Weltrangliste der IOF. Eine international hochkarätig besetzte Wettkampfserie ist auch der seit 2013 ausgetragene inoffizielle Europacup im Trail-O ("European Cup in Trail Orienteering", kurz ECTO).